# Broncos de Boise State (football américain)
Stade
Saison en cours
Les Broncos de Boise State (en anglais : Boise State Broncos) représente au sein de la NCAA Division I Football Bowl Subdivision (FBS), l'université d'État de Boise située à Boise dans l'État de l'Idaho aux États-Unis.

## Descriptif en début de saison 2025
- Couleurs :   (bleu et orange)

- Dirigeants :
  - Directeur sportif : Jeramiah Dickey (directeur sportif)
  - Entraîneur principal : Spencer Danielson (en), 2e saison, bilan : 15 - 3  (83,3 %)

- Stade
  - Nom : Albertsons Stadium
  - Capacité : 38 000
  - Surface de jeu : pelouse artificielle (Fieldturf de couleur bleu)
  - Lieu : Boise, Idaho

- Conférence :
  - Actuelle : Mountain West Conference (MW, depuis 2011)
  - Future : Pacific-12 Conference en 2026
  - Anciennes : 
    - Western Athletic Conference (WAC) (2001-2010)
    - Big West Conference (1996-2000)
    - Big Sky Conference (1970-1995)

- Bilan des matchs[1] :
  - Victoires : 503 (72,7 %)
  - Défaites : 188
  - Nuls : 2

- Bilan des Bowls[2] :
  - Victoires : 13 (59,1 %)
  - Défaites : 9

- College Football Playoff : -

- Titres[1] :
  - Titre national : 0
  - Titre FCS : 1 (1980)
  - Titres de conférence : 22
  - Titres de la division Mountain de la MW : 6

- Joueurs :
  - Vainqueurs du Trophée Heisman : 0
  - Sélectionnés All-American : 3[3]

- Hymne : -
- Mascotte : Buster Bronco (en)
- Fanfare : Keith Stein Blue Thunder Marching Band

- Rivalités :
  - Bulldogs de Fresno State lien vers la rivalité (en)
  - Vandals de l'Idaho lien vers la rivalité (en)
  - Wolf Pack du Nevada lien vers la rivalité (en)

## Palmarès

### Titres nationaux
Boise State n'a pas remporté de titre en NCAA Division I FBS mais bien un au niveau de son équipe junior ainsi qu'un autre en NCAA Division I FCS :
| Saison | Division  | Conférence | Entraîneur | Bilan  | Bilan | Finale                           | Finale   |
| ------ | --------- | ---------- | ---------- | ------ | ----- | -------------------------------- | -------- |
| Saison | Division  | Conférence | Entraîneur | Global | Conf. | Adversaire                       | Résultat |
| 1958   | ICAC (en) | NJCAA      | Lyle Smith | 10–0   | 4–0   | Tyler Junior College (en)        | G, 22–0  |
| 1980   | Big Sky   | NCAA I FCS | Jim Criner | 10–3   | 6–1   | Colonels d'Eastern Kentucky (en) | G, 31–29 |

### Titres de conférence
Boise State a remporté 22 titres de conférence dont trois à égalité (†)
| Saison              | Conférence                  | Entraîneur        | Bilan  | Bilan |
| ------------------- | --------------------------- | ----------------- | ------ | ----- |
| Saison              | Conférence                  | Entraîneur        | Global | Conf. |
| NCAA Division II    |                             |                   |        |       |
| 1973                | Big Sky Conference          | Tony Knap         | 6–0    | 10–3  |
| 1974                | Big Sky Conference          | Tony Knap         | 6–0    | 10–2  |
| 1975                | Big Sky Conference          | Tony Knap         | 5–0–1  | 9–2–1 |
| 1977                | Big Sky Conference          | Jim Criner        | 6–0    | 9–2   |
| NCAA Division I FCS |                             |                   |        |       |
| 1980                | Big Sky Conference          | Jim Criner        | 6–1    | 10–3  |
| 1994                | Big Sky Conference          | Pokey Allen       | 6–1    | 13–2  |
| 1999                | Big West Conference         | Dirk Koetter      | 5–1    | 10–3  |
| 2000                | Big West Conference         | Dirk Koetter      | 5–0    | 10–2  |
| NCAA Division I FBS |                             |                   |        |       |
| 2002                | Western Athletic Conference | Dan Hawkins       | 8–0    | 12–1  |
| 2003                | Western Athletic Conference | Dan Hawkins       | 8–0    | 13–1  |
| 2004                | Western Athletic Conference | Dan Hawkins       | 8–0    | 11–1  |
| 2005 §              | Western Athletic Conference | Dan Hawkins       | 7–1    | 9–4   |
| 2006                | Western Athletic Conference | Chris Petersen    | 8–0    | 13–0  |
| 2008                | Western Athletic Conference | Chris Petersen    | 8–0    | 12–1  |
| 2009                | Western Athletic Conference | Chris Petersen    | 8–0    | 14–0  |
| 2010 §              | Western Athletic Conference | Chris Petersen    | 7–1    | 12–1  |
| 2012 §              | Mountain West Conference    | Chris Petersen    | 7–1    | 11–2  |
| 2014                | Mountain West Conference    | Bryan Harsin      | 7–1    | 12–2  |
| 2017                | Mountain West Conference    | Bryan Harsin      | 7–1    | 11–3  |
| 2019                | Mountain West Conference    | Bryan Harsin      | 8–0    | 12–2  |
| 2023                | Mountain West Conference    | Spencer Danielson | 6–2    | 8–6   |
| 2024                | Mountain West Conference    | Spencer Danielson | 8–0    | 12–1  |

### Titres de division
Boise State a remporté six titres de la division Mountain de la MW. Ayant terminé champion à égalité en 2016†, Boise State n'a cependant pas joué la finale de conférence en fonction des règles de départage de la NCAA.
Avant le début de la saison 2023, la Mountain West a aboli ses divisions, la finale de conférence opposant les deux première équipes classés.
| Saison | Conférence    | Division | Bilan  | Bilan      |
| ------ | ------------- | -------- | ------ | ---------- |
| Saison | Conférence    | Division | Global | Conférence |
| 2014   | Mountain West | Mountain | 12–2   | 7–1        |
| 2016†  | Mountain West | Mountain | 10–3   | 6–2        |
| 2017   | Mountain West | Mountain | 11–3   | 7–1        |
| 2018   | Mountain West | Mountain | 10–3   | 7–1        |
| 2019   | Mountain West | Mountain | 12–2   | 8–0        |
| 2022   | Mountain West | Mountain | 10–4   | 8–0        |
Depuis que les Broncos ont rejoint la Mountain West et que la finale de conférence a opposé les deux équipes les mieux classés de la conférence, ils ont remporté cinq titres de champion de cette conférence.
| Saison | Stade              | Lieu             | Adversaire     | Résultat  |
| ------ | ------------------ | ---------------- | -------------- | --------- |
| 2014   | Albertsons Stadium | Boise, Idaho     | Fresno State   | G, 28–14  |
| 2017   | Albertsons Stadium | Boise, Idaho     | Fresno State   | G, 17–14  |
| 2018   | Albertsons Stadium | Boise, Idaho     | Fresno State   | P, 16ET19 |
| 2019   | Albertsons Stadium | Boise, Idaho     | Hawaii         | G, 31–10  |
| 2020   | Sam Boyd Stadium   | Whitney, Nevada  | San Jose State | P, 20–34  |
| 2022   | Albertsons Stadium | Boise, Idaho     | Fresno State   | P, 16–28  |
| 2023   | Allegiant Stadium  | Paradise, Nevada | UNLV           | G, 44-20  |
| 2024   | Albertsons Stadium | Boise, Idaho     | UNLV           | G, 21-7   |

## Bowls
Boise State a participé à 25 bowls universitaires, en a remporté 15 pour 10 défaites. 
| Saison | Entraîneur        | Bowl                                | Adversaire                          | Résultat                            |
| ------ | ----------------- | ----------------------------------- | ----------------------------------- | ----------------------------------- |
| 1971   | Tony Knap         | Camellia Bowl (en)                  | Chico State (en)                    | G, 32–28                            |
| 1973   | Tony Knap         | Pioneer Bowl (en)                   | Louisiana Tech                      | P, 34–38                            |
| 1980   | Jim Criner        | Camellia Bowl (en)                  | Eastern Kentucky (en)               | G, 31–29                            |
| 1999   | Dirk Koetter      | Humanitarian Bowl                   | Louisville                          | G, 34–31                            |
| 2000   | Dirk Koetter      | Humanitarian Bowl                   | UTEP                                | G, 38–23                            |
| 2002   | Dan Hawkins       | Humanitarian Bowl                   | Iowa State                          | G, 34–16                            |
| 2003   | Dan Hawkins       | Fort Worth Bowl                     | TCU                                 | G, 34–31                            |
| 2004   | Dan Hawkins       | Liberty Bowl                        | Louisville                          | P, 40–44                            |
| 2005   | Dan Hawkins       | MPC Computers Bowl                  | Boston College                      | P, 21–27                            |
| 2006   | Chris Petersen    | Fiesta Bowl †                       | Oklahoma                            | G, 43ET42                           |
| 2007   | Chris Petersen    | Hawaiʻi Bowl                        | East Carolina                       | P, 38–41                            |
| 2008   | Chris Petersen    | Poinsettia Bowl                     | TCU                                 | P, 16–17                            |
| 2009   | Chris Petersen    | Fiesta Bowl †                       | TCU                                 | G, 17–10                            |
| 2010   | Chris Petersen    | Maaco Bowl Las Vegas                | Utah                                | G, 26–3                             |
| 2011   | Chris Petersen    | Maaco Bowl Las Vegas                | Arizona State                       | G, 56–24                            |
| 2012   | Chris Petersen    | Maaco Bowl Las Vegas                | Washington                          | G, 28–26                            |
| 2013   | Bob Gregory       | Hawaiʻi Bowl                        | Oregon State                        | P, 23–38                            |
| 2014   | Bryan Harsin      | Fiesta Bowl †                       | Arizona                             | G, 38–30                            |
| 2015   | Bryan Harsin      | Poinsettia Bowl                     | Northern Illinois                   | G, 55–7                             |
| 2016   | Bryan Harsin      | Cactus Bowl                         | Baylor                              | P, 12–31                            |
| 2017   | Bryan Harsin      | Las Vegas Bowl                      | Oregon                              | G, 38–28                            |
| 2018   | Bryan Harsin      | First Responder Bowl                | Boston College                      | Pas de match (1)                    |
| 2019   | Bryan Harsin      | Las Vegas Bowl                      | Washington                          | P, 7–38                             |
| 2020   | Bryan Harsin      | Pas de match (Pandémie de Covid-19) | Pas de match (Pandémie de Covid-19) | Pas de match (Pandémie de Covid-19) |
| 2021   | Andy Avalos       | Arizona Bowl                        | Central Michigan                    | Pas de match (2)                    |
| 2022   | Andy Avalos       | Frisco Bowl                         | North Texas                         | G, 35–32                            |
| 2023   | Spencer Danielson | LA Bowl                             | UCLA                                | P, 22–35                            |
| 2024   | Spencer Danielson | Fiesta Bowl †                       | Penn State                          | P, 14–31                            |

(1) match annulé à la suite des mauvaises conditions météorologiques ;
(2) match annulé, l'équipe de Boise State ayant été touchée par le Covid-19 ;
† Match du College Football Pplayoff ou du Nouval-An (New Year's Six) ou du BCS.

### Séries éliminatoires en NCAA Division I FBS
Les Broncos ont été membres de la Division I FBS pendant 18 saisons, de sa création en 1978 jusqu'en 1995. Ils ont participé à cinq reprises aux séries éliminatoires avec un bilan de Modèle:Nobr8 victoires pour 4 défaites et un titre national en 1980 :
| Saison | Niveaux                              | Adversaire                                              | Résultats                           |
| ------ | ------------------------------------ | ------------------------------------------------------- | ----------------------------------- |
| 1980   | ½ finale Finale                      | Grambling State Eastern Kentucky                        | G, 14–9 G, 31–29                    |
| 1981   | ¼ de finale ½ finale                 | Jackson State Eastern Kentucky                          | G, 19–7 P, 17–23                    |
| 1988   | 1er tour                             | Northwestern State                                      | P, 13–22                            |
| 1990   | 1er tour ¼ de finale ½ finale        | Northern Iowa Middle Tennessee State Nevada             | G 20–3 G, 20–13 P, 523ET59          |
| 1994   | 1er tour ¼ de finale ½ finale Finale | North Texas Appalachian State Marshall Youngstown State | G, 24–20 G, 17–14 G, 28–24 P, 14–28 |

### Séries éliminatoires en NCAA Division II
| Saison | Niveaux                             | Adversaire                  | Résultats         |
| ------ | ----------------------------------- | --------------------------- | ----------------- |
| 1973   | ¼ de finale Pioneer Bowl (½ finale) | South Dakota Louisiana Tech | G, 53–10 P, 34–38 |
| 1974   | ¼ de finale                         | Central Michigan            | P, 6–20           |
| 1975   | ¼ de finale                         | Northern Michigan           | P, 21–24          |

En 1977, Boise State (9–2) était invaincue en matchs de la conférence Big Sky (6–0) et a remporté un autre titre. Étant donné que leur saison régulière ne se terminait pas avant le 26 novembre à Idaho, le même jour que le premier tour des éliminatoires de la Division II, BSU a été remplacé par le finaliste Northern Arizona, qui a perdu 35-0 à domicile.

### Séries éliminatoires en College Division
Les Broncos ont participé à une série éliminatoire en NCAA College Division, colclue par une victoire lors de la finale régionale ouest lors du Camellia Bowl 1971. Il n'y a pas eu de ½ ni de finale organisée en College Division entre 1964 et 1972, un jury classant les vainqueurs des ¼ de finale.
| Saison | Niveaux     | Adversaire  | Résultats |
| ------ | ----------- | ----------- | --------- |
| 1971   | ¼ de finale | Chico State | G, 32–28  |

## Entraîneurs
Les Broncos ont connu 14 entraîneurs depuis la saison 1968 (NAIA (1968–69), NCAA Division II (1970–77), NCAA Division I FCS (1978–95), et NCAA Division I FBS depuis 1996).
En 1980, la Big Sky Conference a introduit les prolongations pour tous ses matchs. Cela a finalement créé un précédent qui a conduit à la suppression de tous les matchs nuls dans la ligue en 1996.
| Rang | Nom               | Saisons | Période     | Bilan | Bilan | Bilan | Bilan |
| ---- | ----------------- | ------- | ----------- | ----- | ----- | ----- | ----- |
| Rang | Nom               | Saisons | Période     | V     | D     | N     | %     |
| 01   | Tony Knap         | 8       | 1968–1975   | 71    | 19    | 1     | 78,6  |
| 02   | Jim Criner        | 7       | 1976–1982   | 59    | 21    | 1     | 73,5  |
| 03   | Lyle Setencich    | 4       | 1983–1986   | 24    | 20    | 0     | 54,5  |
| 04   | Skip Hall         | 6       | 1987–1992   | 42    | 28    | 0     | 60,0  |
| 05   | Pokey Allen (1)   | 4       | 1993–1996   | 24    | 15    | 0     | 61,5  |
| 06   | Tom Mason (1)     | 1       | 1996        | 1     | 9     | –     | 100   |
| 07   | Houston Nutt      | 1       | 1997        | 5     | 6     | –     | 45,5  |
| 08   | Dirk Koetter      | 3       | 1998–2000   | 26    | 10    | –     | 72,2  |
| 09   | Dan Hawkins       | 5       | 2001–2005   | 53    | 11    | –     | 82,8  |
| 10   | Chris Petersen    | 8       | 2006–2013   | 92    | 12    | –     | 88,5  |
| 11   | Bob Gregory (2)   | –       | 2013        | 0     | 1     | –     | 0,0   |
| 12   | Bryan Harsin      | 7       | 2014–2020   | 69    | 19    | –     | 78,4  |
| 14   | Andy Avalos (3)   | 3       | 2021–2023   | 22    | 14    | –     | 61,1  |
| 15   | Spencer Danielson | 1       | Depuis 2023 | 15    | 3     | –     | 83,3  |

(1) Mason a effectué un intérim lors des premiers 10 matchs de la saison 1996 en remplacement de Pokey Allen soigné à la suite d'un cancer ;
(2) Gregory a effectué un intérim lorsque Petersen a quitté le programme pour rejoindre celui de Washington ;
(3) Avalos a été remplacé par Danielson alors qu'il restait deux matchs de la saison 2023 à jouer.

## Récompenses individuelles

### Joueurs
- Kellen Moore Award (en)
  - Kellen Moore, quarterback (2010, 2011)

Anciennement appelé « Quarterback of the Year Award », ce trophée diffère du trophée Sammy Baugh Trophy en ce qu'il récompense le meilleur quarterback et non le meilleur passeur. Son nom a été changé en 2012, en hommage au double vainqueur Kellen Moore, devenu le meilleur quarterback de l'histoire de la FBS en termes de victoires après avoir affiché un bilan de 50 victoires pour 3 défaites en tant que titulaire à Boise State.
- Paul Bear Bryant Award
  - Chris Petersen (en) (2006, 2007)

- Maxwell Award
  - Ashton Jeanty (2024)

- Doak Walker Award
  - Ashton Jeanty (2024)

- Earl Campbell Tyler Rose Award
  - Ashton Jeanty (2024)

- Bobby Bowden Trophy
  - Ashton Jeanty (2024)

- Jet Award
  - Avery Williams (2020)

### Entraineurs
- Bobby Dodd Coach of the Year Award
  - Chris Petersen (en) (2010)

## Numéros retirés
| N° | Nom               | Poste       | Saisons   | Date du retrait | Réf.  |
| -- | ----------------- | ----------- | --------- | --------------- | ----- |
| 12 | Jim McMillan (en) | Quarterback | 1971–1974 | 1978            | [ 5 ] |

## Broncos au College Football Hall of Fame
| Nom                 | Poste            | Saisons   | Année d'intronisation | Réf.  |
| ------------------- | ---------------- | --------- | --------------------- | ----- |
| Randy Trautman (en) | Defensive tackle | 1978–1981 | 1999                  | [ 6 ] |

## Broncos au Pro Football Hall of Fame
| Nom              | Poste      | Saisons   | Année d'intronisation | Réf.  |
| ---------------- | ---------- | --------- | --------------------- | ----- |
| Dave Wilcox (en) | Linebacker | 1960–1961 | 2000                  | [ 7 ] |

## Rivalités
| Équipe rivale               | Surnom de la rivalité        | Trophée de la rivalité          | Bilan des Broncos | Bilan des Broncos | Bilan des Broncos | Bilan des Broncos | Bilan des Broncos | Premier match | Dernier match |
| --------------------------- | ---------------------------- | ------------------------------- | ----------------- | ----------------- | ----------------- | ----------------- | ----------------- | ------------- | ------------- |
| Équipe rivale               | Surnom de la rivalité        | Trophée de la rivalité          | Nb.               | V.                | D.                | N.                | %                 | Premier match | Dernier match |
| Bulldogs de Fresno State    | Battle for the Milk Can (en) | Milk Can (depuis 2006)          | 26                | 17                | 9                 | 0                 | 65,4              | 1977          | 2023          |
| Vandals de l'Idaho          | -                            | Governor's Trophy (depuis 2001) | 40                | 22                | 17                | 1                 | 56,3              | 1974          | 2010          |
| Cougars de Washington State | Snake River Rivalry          | -                               | 7                 | 2                 | 5                 | 0                 | 28,6              | 1997          | 2024          |
| Wolf Pack du Nevada         | -                            | -                               | 46                | 32                | 14                | 0                 | 69,6              | 1971          | 2024          |

### Bulldogs de Fresno State
Boise State entretient une rivalité avec les Bulldogs de Fresno State depuis son adhésion à la Western Athletic Conference (WAC). En 2001, la série est devenue une confrontation de WAC, baptisée par la victoire 35-30 de Boise State sur Fresno State (classé alors 8e du pays). En 2005, la série est devenue la Battle for the Milk Can, et Fresno State (20e) a mis fin à la série de 31 victoires consécutives de Boise State contre des adversaires de la WAC en s'imposant 27-7. Après avoir été disputée hors conférence en 2011, la série s'est poursuivie en matchs de conférence en 2012.
Le vainqueur du match de rivalité reçoit le Milk Can (cruche à lait) depuis la saison 2006, bien que le trophée ait été crée l'année précédente.
Cette rivalité n'est plus un événement annuel depuis l'élargissement de la Mountain West à 12 équipes en 2013. À cette époque, Boise State et Fresno State ont été placées dans des divisions distinctes (respectivement les divisions Mountain et la West). Dans le cadre de ce nouveau calendrier, tous les matchs interdivisionnels alternent selon un cycle de quatre ans, avec deux années de jeu suivies de deux années de pause.

### Vandals de l'Idaho
Boise State a entretenu une rivalité interne de 40 ans avec les Vandals de l'Idaho, qui a débuté par une victoire des Broncos lors de la première rencontre en 1971. Les deux équipes se sont affrontées chaque année jusqu'en 2010, et à l'exception de quatre années (2001-2004), il s'agissait d'un match de conférence. Cette rivalité a été dominée par des séries de victoires, Idaho remportant 12 années consécutives de 1982 à 1993, tandis que Boise State a remporté les 12 derniers matchs entre 1999 et 2010, la plupart du temps par de larges marges.
Après le passage de Boise State en Mountain West Conference en 2011, Boise State a refusé de jouer contre Idaho au football américain en match aller-retour. En réponse, Idaho a refusé de jouer contre Boise State à l'ExtraMile Arena pour le basketball masculin. En 2024, aucun match futur de football ou de basket-ball masculin n'a été programmé ; Idaho rejouant en NCAA Division I FCS depuis 2018, il est peu probable que la rivalité reprenne dans un avenir proche.

### Cougars de Washington State
Les Cougars de Washington State (WSU) et les Broncos développent une nouvelle rivalité laquelle est souvent surnommée la « Snake River Rivalry », en raison de leur localisation commune et de leur future affiliation à la conférence Pacific-12. Cette rivalité a réellement débuté lors de la saison 2024, et les deux équipes ont un historique de matchs serrés et disputés.

### Wolf Pack du Nevada
Boise State entretient une rivalité de longue date avec le Wolf Pack du Nevada. Ces deux programmes ont été rivaux de conférence au sein de la Big Sky, de la Big West, de la Western Athletic Conference et la Mountain West. Cependant, la série n'est plus annuelle depuis l'expansion de 2013, Nevada ayant été déplacé dans la division opposée à celle de Boise State. Les deux équipes ne s'affrontent ainsi que deux fois tous les quatre ans.
La série a été disputée hors conférence en 2011, les deux équipes s'étant rencontrées à Boise lors de la dernière année du Nevada en WAC. Le Nevada a partagé le titre de champion de la WAC avec Boise State en 2005, les deux équipes terminant avec un bilan de 7-1 en conférence. Boise State a battu le Nevada lors du dernier match de la saison en 2006, offrant à Boise State une place pour son premier BCS Bowl. En 2007, lors de l'un des matchs les plus prolifiques de l'histoire de la NCAA Division I, Boise State a battu Nevada 69-67 en quatre prolongations. Récemment, le titre de champion de conférence s'est joué lors des matchs de fin de saison entre le Wolf Pack et les Broncos. En 2010, Nevada a battu Boise State, n° 3, 34-31 en prolongation, mettant fin aux espoirs de titre national des Broncos. La rivalité entre les deux universités semblait ravivée après la victoire de Nevada, puisque Boise State avait remporté les dix derniers matchs depuis 1998. Boise State et Nevada se sont affrontés une fois en séries éliminatoires, en demi-finale de la NCAA Division I FCS de 1990. Nevada a remporté le match en triple prolongation 59-52, avant de s'incliner en finale.

## Traditions

### Mascotte
Buster Bronco (en) est la mascotte officielle de l'université d'État de Boise. Il s'agit d'un personnage vêtu d'un costume de Bronco marron, avec une grosse tête et la bouche ouverte. Il porte le no 0.
L'idée d'avoir un Bronco comme mascotte est née en 1932, grâce à des étudiants du Boise State Junior College.
Buster Becomes A Bronco est un livre pour enfants inspiré de Buster Bronco, publié en 2008.
La mascotte a été classé troisième au classement des mascottes les plus puissantes par le Sports Illustrated en 2007. Buster a également été candidat au titre de mascotte de l'année pour la saison 2008-2009.

### Uniformes
En 2011, invoquant un « avantage concurrentiel », la Mountain West Conference a interdit à Boise State de porter ses uniformes entièrement bleus pour les matchs de conférence à domicile, comme condition d'adhésion à la conférence. Interrogé sur cette interdiction, le commissaire de la Mountain West, Craig Thompson, a confirmé que les maillots ou les pantalons pouvaient être bleus, à condition que l'autre soit blanc ou orange. Après que Boise State ait décidé de ne pas rejoindre la Big East Conference et de rester dans la Mountain West, les restrictions sur les uniformes ont été levées à partir de la saison 2013.
La NCAA a envisagé une règle qui aurait exigé que l'uniforme d'une équipe, qu'il s'agisse du maillot ou du pantalon, contraste avec la surface de jeu. Cette règle aurait interdit aux uniformes entièrement bleus de Boise State à domicile et à la plupart des autres équipes de porter également des uniformes entièrement verts. La NCAA a finalement décidé de ne pas instaurer cette règle.

### Chant de combat de l'université
L'hymne original « Orange and Blue » Ta été écrit par l'étudiant Eldred Renk en 1940 lorsque l'université portait le nom de Boise Junior College. Une version allégée a été utilisée lorsque l'université a porté le nom de Boise Junior College en 1965.
Lorsqu'elle est devenue université d'État de Boise en 1974, un concours a été lancé pour un nouveau chant de guerre mais les fans ont voté pour le maintien d'« Orange and Blue ».
Les paroles ont été modifiées au fil des ans dont voici les deux dernières versions :
| Orange and Blue (1974-début 1990s) | Orange and Blue (version actuelle) |
| --- | --- |
| « Hold that line for Broncos Orange and Blue Broncos, we're counting hard on you. Fight for tradition and your Alma Mater, Fight for the Orange and the Blue, Come on keep fighting. We'll applaud you from the grandstand Broncos, We'll cheer you on to victory. While we cheer and stand up Keep your sand up For the glory of B.S.U. » | « Fight Broncos, Celebrate the Orange and Blue Boise will stand and cheer for you Fight for distinction and our alma mater Bravely Defending B-S-U Fight on Courageously for Boise State Success and honor make her great Boise’s proud tradition- Head’s up Competition Glory for B-S-U ! Go Orange Go big blue Fight ! Fight ! B-S-U ! » |

## Stade

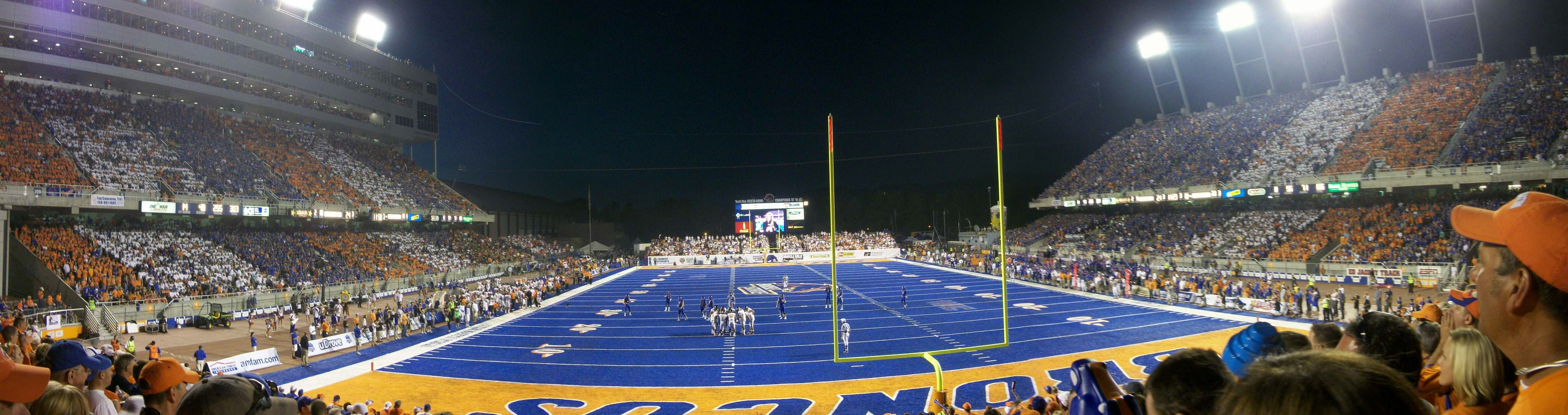
Vue panoramique de la zone sud du stade contre Oregon State en 2010.

Depuis 1970, Boise State joue ses matchs à domicile à l'Albertsons Stadium (connu sous le nom de Bronco Stadium jusqu'en mai 2014), réputé pour être l'un des endroits les plus difficiles du pays pour les équipes adverses.
Ce stade est réputé pour sa surface artificielle bleue, installée pour la première fois en 1986, ce qui en fait le premier terrain de stade universitaire à être d'une couleur autre que le vert traditionnel, ainsi que la seule université à avoir un terrain non vert pendant 22 ans (1986-2008). « The Blue » (le bleu), comme l'appellent les supporters, est l'un des symboles les plus distinctifs et les plus durables du football américain de Boise State.
Boise State détient une marque déposée sur tout terrain non vert, et pas seulement le bleu. Par conséquent, toute personne (lycée, université ou autre) doit demander une licence à Boise State avant d'installer un terrain de football américain d'une couleur autre que le vert.
Boise State est l'un des sept programmes de football américain universitaire à disposer d'une surface de jeu non verte, les autres étant l'université de l'Est du Michigan (gris en FBS), Université de Coastal Carolina (sarcelle en FBS), l'université d'Eastern Washington (rouge en FCS), Université du centre de l'Arkansas (gris et violet en FCS), (Division II) Université de New Haven (bleu en NCAA Division II) et l'université Lindenwood University (rouge et gris en NAIA). En 2012, Boise State a accordé une autorisation spéciale et une marque internationale à l'université Hōsei de Tokyo au Japon, pour l'utilisation du gazon bleu pour son terrain de football, le Tomahawks Field,. Boise State a récemment approuvé la proposition d'un terrain bleu au Luther College (en NCAA Division III).
Au 7 décembre 2024, les Broncos affichaient un bilan de 151 victoires pour 16 défaites (90,4 %) à domicile depuis la saison 1999. Les Broncos ont remporté 47 matchs consécutifs de conférence à domicile entre 1999 et 2011 et sont restés invaincus à domicile en conférence pendant leurs dix années dans la Western Athletic Conference (40-0). Ils ont également enchaîné 65 victoires consécutives en saison régulière entre 2001 et 2011. À la fin de la saison 2024, Boise State comptait 12 victoires consécutives à domicile.